# Louis-Gabriel Godet de La Riboullerie
Louis-Gabriel Godet de La Riboullerie est un homme politique français né le 22 avril 1760 à Fontenay-le-Comte (Vendée) et décédé le 13 avril 1821 au même lieu.
Lieutenant général de Police à Fontenay-le-Comte avant la Révolution, il est délégué en 1789 comme commissaire pour la délimitation des départements, intervenant pour que le chef-lieu de la Vendée soit installé à Fontenay-le-Comte. Juge de paix, puis juge au tribunal de district, il devient président du tribunal de Fontenay-le-Comte sous le Premier Empire. Il est créé baron en 1813. Il est député de la Vendée en 1815, pendant les Cent-Jours.

## Sources
- « Louis-Gabriel Godet de La Riboullerie », dans Adolphe Robert et Gaston Cougny, Dictionnaire des parlementaires français, Edgar Bourloton, 1889-1891 [détail de l’édition]